# Georoc
GEOROC (Geochemistry of Rocks of the Oceans and Continents) ist eine frei im Netz verfügbare geochemische Datenbank, die am Max-Planck-Institut für Chemie in Mainz unter Leitung von Bärbel Sarbas erstellt wurde. Seit 2021 wird die Datenbank von der Georg-August-Universität Göttingen unter dem DIGIS-Projekt weitergeführt. Die Datenbank stellt eine umfangreiche Sammlung publizierter Analysen von Vulkaniten und Mantelxenolithen dar. Sie enthält Haupt- und Spurenelementkonzentrationen, radiogene und stabile Isotopenverhältnisse sowie analytische Alter für Gesamtgesteine, Gläser, Minerale und Einschlüsse. Neben den chemischen Analysen werden die Proben durch umfangreiche Metadaten charakterisiert. Diese umfassen, unter anderem, geographische Lokalität mit Längen- und Breitengrad, Gesteinsklasse und -typ, Alterationsgrad und -art, analytische Methode, Labor und Messungen an Referenzmaterialien. Jeder Datensatz ist mit der Originalreferenz verknüpft.

## Inhalt
Die Datenbank enthält mehr als 30 Millionen analytische Werte für ungefähr 600.000 Gesteinsproben. Die Daten stammen aus ca. 20.000 Publikationen. Die Proben kommen in elf verschiedenen geologischen Milieus vor.

## Webinterface
Das Webinterface der Datenbank bietet folgende Abfragemöglichkeiten:
1. Bibliographie (Autorenname und/oder Publikationsjahr)
2. Geologisches Milieu (Ozeaninseln, Seamounts, ozeanische Plateaus, untermeerische Rücken, kontinentale oder ozeanische Flutbasalte, Archaische Grünsteingürtel, vulkanische Inselbögen, Riftzonen, intrakontinentale Zonen sowie komplexe, nicht eindeutig definierbare Bildungsmilieus)
3. Geographie (Lokalitätsname(n), Längen- und Breitengrade, Google Maps)
4. Chemie (chemische Elemente, Isotopenverhältnisse)
5. Petrographie (Gesteinsklasse, Gesteinsname, Modalzusammensetzung, Probenname)

Das Ergebnis einer Abfrage wird als HTML-Tabelle angezeigt, es kann auch im CSV-Datenformat heruntergeladen und dann auf dem Client-Rechner weiter bearbeitet werden. Das Ergebnis einer Abfrage enthält immer auch eine Liste der Publikationen, aus denen die ausgewählten Daten stammen.
Neben den dynamischen Abfragen, deren Kriterien vom Nutzer selbst festgelegt werden können, gibt es noch sogenannte präkompilierte Datensätze. Diese enthalten alle in GEOROC vorhandenen Daten einer bestimmten Lokalität, eines Gesteinstyps oder eines Mineraltyps.

## Dateneingabe
Im Moment erfolgt die Eingabe der Daten durch Mitarbeiter der Datenbankgruppe am MPI für Chemie in Mainz und am Geowissenschaftlichen Zentrum Göttingen. Für die Zukunft ist geplant, einen browserbasierten Eingabemodus für die Autoren der Publikationen zu schaffen, sodass diese die für GEOROC relevanten Daten selber eingeben können.

## Kooperationen
Die Datenbank GEOROC basiert auf derselben Datenbankstruktur wie die Datenbank PetDB des Lamont-Doherty Earth Observatory (LDEO) (Lehnert et al. 2000). Später kamen weitere Datenbanken hinzu, die ebenfalls diese Struktur benutzen: NAVDAT, SedDB und MetPetDB. GEOROC ist, zusammen mit PetDB und NAVDAT, Mitglied des Datenbank-Konsortiums EarthChem. Über ein gemeinsames Webinterface können Daten aus diesen drei Datenbanken und weiteren Datensammlungen abgefragt und heruntergeladen werden.
GEOROC ist Teil der OneGeochemistry Initiative, die ein globales geochemisches Datennetzwerks für die Entdeckung und den Zugriff auf geochemische Daten anstrebt.
Die Daten in GEOROC sind verlinkt mit der Datenbank GeoReM, einer Datenbank des Max-Planck Instituts für Chemie für geologische, umweltrelevante und biologische Referenzmaterialien.
Der GEOROC-Datenbankserver wird von der Gesellschaft für Wissenschaftliche Datenverarbeitung GWDG in Göttingen administriert.